# Mieczysław Kosz
Mieczysław Kosz (* 10. Januar 1944 in Antoniówka bei Tomaszów Lubelski; † 31. Mai 1973 in Warschau) war ein polnischer Jazzpianist.

## Leben und Wirken

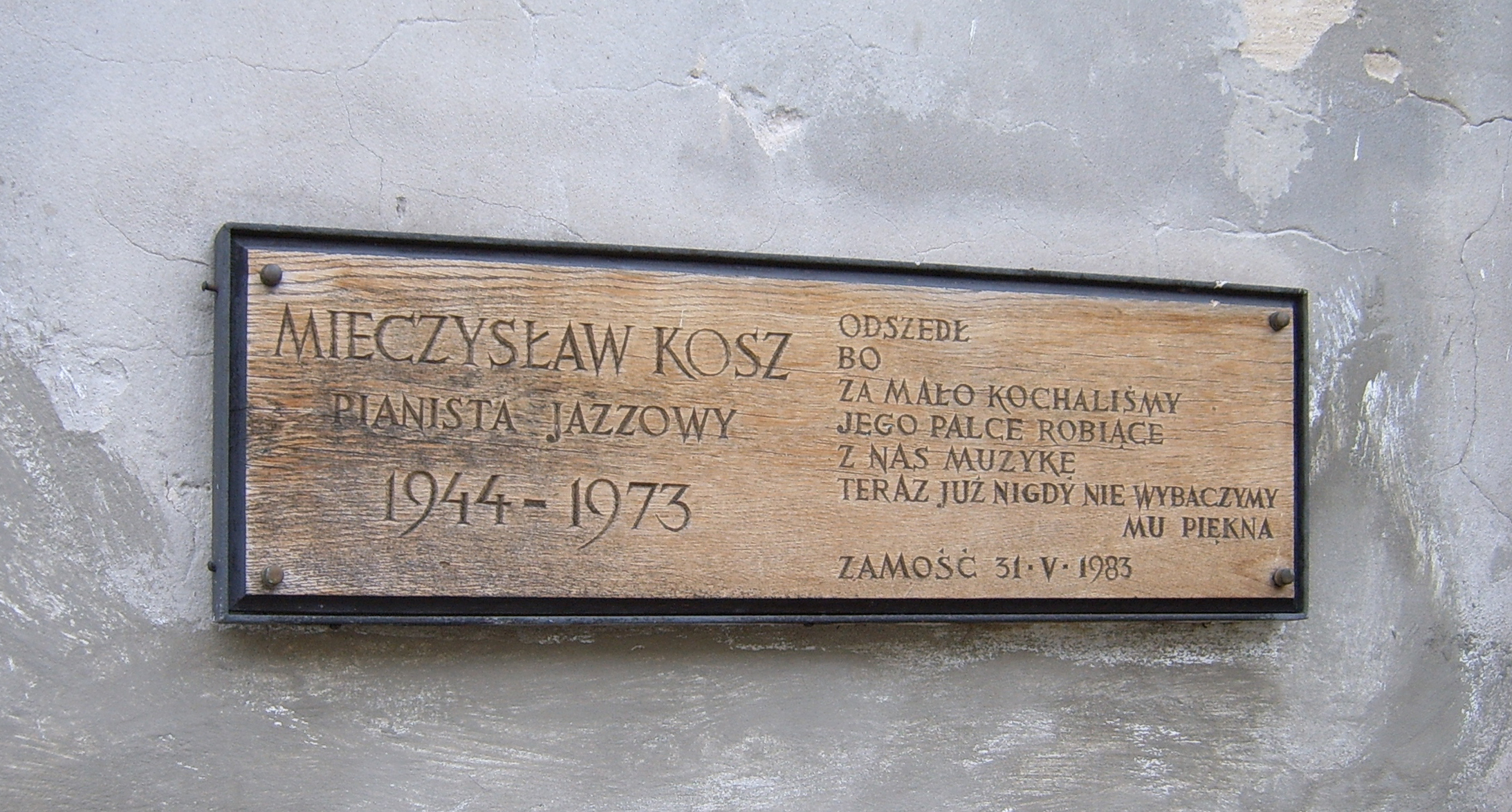
Gedenkplatte am Jazzclub Mieczysław Kosz

Kosz wuchs in einfachen Verhältnissen auf. Als Kind spielte er zunächst vor allem Mundharmonika; als 8-Jähriger wurde er in eine Musikschule aufgenommen, wo er in Klavier unterrichtet wurde. Seit dem 12. Lebensjahr war Kosz blind.
Kosz war stilistisch von Claude Debussy, Robert Schumann, Frédéric Chopin, Franz Liszt, Johann Sebastian Bach sowie von Bill Evans, Miles Davis und Lennie Tristano beeinflusst; 1969 entstanden erste Aufnahmen beim Jazz Jamboree in Warschau (Jazz Jamboree ’69). 1972 legte er das Album Reminiscence vor, mit Jazz-Bearbeitungen von Titeln von Lennon-McCartney („Yesterday“), Alexander Borodin („Tańce Połowieckie“), Frédéric Chopin („Preludium C-moll“) und Eigenkompositionen. Es war das einzige Album von Kosz als Leader, das zu seinen Lebzeiten herausgegeben wurde. Er erlangte Bekanntheit vor allem dank seiner Konzertauftritte, da er nur an wenigen Aufnahmen beteiligt war. Im Bereich des Jazz war er von 1969 bis 1972 an acht Aufnahmesessions beteiligt, unter anderem am Debütalbum von Marianna Wróblewska. 1968 trat er mit seinem Trio auch beim Montreux Jazz Festival auf.
Am 31. Mai 1973 sprang Kosz aus dem Fenster seiner Wohnung. Posthum erschien die zweiteilige Kompilation Mieczysław Kosz mit zu Lebzeiten unveröffentlichten Aufnahmen des Pianisten mit Jacek Ostaszewski (Bass) und Sergiusz Perkowski (Schlagzeug).
Er gilt als einer der wichtigsten polnischen Jazzmusiker der späten 1960er und frühen 1970er Jahre. Aufgrund seiner Wurzeln im „slawischen“ Lyrizismus bei gleichzeitiger Offenheit für Free Jazz wird er mitunter mit Krzysztof Komeda verglichen.

## Diskographische Hinweise
- Reminescence – Muza 1971 (mit Bronisław Suchanek, Janusz Stefański)
- Debuit – Jazz Jamboree ‘67/’68 (Polskie Radio, ed. 2025), mit Janusz Kozłowski, Sergiusz Perkowsk